# Malene Kjærsgaard
Malene Kjærsgaard født 1966 er en tidligere dansk atlet fra Kastrup Tårnby Atletik senere i Amager Atletik Club (1993-1995) og Københavns IF (1997-). Hun vandt fem danske mesterskaber i hammerkast.

## Danske mesterskaber
- Sølv 1999 Hammerkast 49,63
- Sølv 1998 Hammerkast 48,96
- Guld 1997 Hammerkast 47,34
- Guld 1995 Hammerkast 48,86
- Guld 1994 Hammerkast 47,98
- Guld 1993 Hammerkast 46,50
- Guld 1991 Hammerkast 44,36